# Hal Koch
Hans Harald ”Hal” Koch, född den 6 maj 1904 i Hellerup, död den 10 augusti 1963, var en dansk teolog, kyrkohistoriker och författare.
Koch blev cand.theol. 1926[källa behövs], dr.theol. 1932 och 1937 professor i kyrkohistoria vid Köpenhamns universitet.  Han gav ut tal, artiklar och böcker om teologiska, historiska, folkliga och etiska ämnen. Han var gift med politikern Bodil Koch och far till Dorte Bennedsen och Ejler Koch.
Han var första ordförande för Dansk Ungdoms Fællesråd.